# Živilė Šarakauskienė
Živilė Šarakauskienė (geborene Živilė Čiukšytė, * 6. November 1978 in Panevėžys) ist eine litauische Schachspielerin.

## Leben
Šarakauskienė ist seit 2005 Internationaler Meister der Frauen (WIM), die erforderlichen Normen erfüllte sie bei den Europameisterschaften der Frauen 2002 in Warna und 2005 in Chișinău sowie im August 2002 bei einem Turnier in Birštonas. Im Dezember 2012 wechselte sie vom litauischen zum englischen Schachverband.
1998, 2002, 2009 und 2011 gewann sie die litauische Einzelmeisterschaft der Frauen. Sie ist verheiratet mit dem Internationalen Meister (IM) Gediminas Šarakauskas und die jüngere Schwester der Schachspielerin Dagnė Čiukšytė.

## Nationalmannschaft
Živilė Šarakauskienė nahm 1998, 2002, 2008 und 2010 für die litauische Frauennationalmannschaft an der Schacholympiade teil. Für England trat sie bei der Mannschaftseuropameisterschaft der Frauen 2015 an.

## Vereine
Šarakauskienė nahm mit Širvinta Vilkaviškis an den European Club Cups der Frauen 1998, 1999 und 2000 teil. In der britischen Four Nations Chess League spielt sie seit 2011 für die zweite Mannschaft von Guildford A&DC.